# Wayne Sanstead
Wayne Godfrey Sanstead (* 16. April 1935 in Arkansas) ist ein US-amerikanischer Politiker. Zwischen 1973 und 1981 war er Vizegouverneur des Bundesstaates North Dakota.

## Werdegang
Wayne Sanstead wurde in Arkansas geboren. Später besuchte er das St. Olaf College in Northfield (Minnesota), wo er Rhetorik und politische Wissenschaften studierte. Später studierte er noch an der University of North Dakota. Noch während seiner Zeit in Minnesota begann er eine Laufbahn im Schuldienst. Er war Lehrer in der dortigen Stadt Luverne,  ehe er im Jahr 1960 nach Minot in North Dakota zog, wo er 18 Jahre lang als High-School-Lehrer arbeitete. Politisch wurde er Mitglied der Demokratischen Partei, die sich in North Dakota Democratic-Nonpartisan League Party nennt. Er absolvierte acht Jahre als Abgeordneter im Repräsentantenhaus von North Dakota und saß zwei Jahre lang im dortigen Staatssenat.
1972 wurde Sanstead an der Seite von Arthur Link zum Vizegouverneur von North Dakota gewählt. Dieses Amt bekleidete er nach einer Wiederwahl zwischen 1972 und 1981. Dabei war er Stellvertreter des Gouverneurs und Vorsitzender des Staatssenats. Nach dem Ende seiner Zeit als Vizegouverneur war er zwischen 1985 und 2013 Bildungsminister seines Staates (North Dakota Superintendent of Public Instruction). Damit war er der bisher dienstälteste Bildungsminister aller US-Bundesstaaten.